# Зубовка (Башкортостан)
Зу́бовка (баш. Зубовка) — деревня в Краснокамском районе Республики Башкортостан Российской Федерации. Входит в состав Музяковского сельсовета.

## География

### Географическое положение
Расстояние до:
- районного центра (Николо-Берёзовка): 5 км,
- центра сельсовета (Музяк): 20 км,
- ближайшей ж/д станции (Нефтекамск-Грузовой): 4 км.
- Ближайший город (Нефтекамск): 10 км.

## Население
| 2002 | 2009 | 2010 |
| ---- | ---- | ---- |
| 22   | ↗29  | ↘28  |

Согласно переписи 2002 года, преобладающая национальность — русские (82 %), башкиры (18 %)
В 1870 году в Зубовке проживало 101 человек (16 дворов). В 1896 году — 167 человек. В 1920 году — 180 жителей.